# Tuchlovice
Tuchlovice – gmina w Czechach, w powiecie Kladno, w kraju środkowoczeskim. Według danych z dnia 1 stycznia 2013 liczyła 2 438 mieszkańców.